# Sezonul de Mare Premiu din 1946
Sezonul de Mare Premiu din 1946 a fost primul an postbelic pentru cursele auto de Mare Premiu (Grand Prix). A fost notabil pentru faptul că a inclus prima cursă desfășurată după criteriile Formulei 1, Marele Premiu de la Torino din 1946. Nu a existat un campionat organizat în 1946, deși Raymond Sommer s-a dovedit a fi cel mai de succes pilot, câștigând cinci Mari Premii. Mașinile Maserati au fost greu de învins, câștigând 9 din cele 20 de Mari Premii ale sezonului.

## Rezumatul sezonului

### Mari Premii
| Data          | Mare Premiu               | Circuit                 | Pilotul câștigător  | Constructorul câștigător |
| ------------- | ------------------------- | ----------------------- | ------------------- | ------------------------ |
| 22 aprilie    | Nice Grand Prix           | Nisa                    | Luigi Villoresi     | Maserati                 |
| 12 mai        | Marseille Grand Prix      | Prado                   | Raymond Sommer      | Maserati                 |
| 19 mai        | Forez Grand Prix          | St Just-Andrezieux      | Raymond Sommer      | Maserati                 |
| 30 mai        | Paris Cup                 | Bois de Boulogne        | Jean-Pierre Wimille | Alfa Romeo               |
| 9 iunie       | Grand Prix des Frontières | Chimay                  | Leslie Brooke       | ERA                      |
| 9 iunie       | René le Bègue Cup         | Saint-Cloud             | Raymond Sommer      | Maserati                 |
| 15 iunie      | Gransden Lodge            | Gransden Lodge Airfield | George Abecassis    | Bugatti                  |
| 30 iunie      | Roussillon Grand Prix     | Perpignan               | Jean-Pierre Wimille | Alfa Romeo               |
| 7 iulie       | Burgundy Grand Prix       | Dijon                   | Jean-Pierre Wimille | Alfa Romeo               |
| 14 iulie      | Albi Grand Prix           | Albi (Les Planques)     | Tazio Nuvolari      | Maserati                 |
| 21 iulie      | Nations Grand Prix        | Geneva                  | Giuseppe Farina     | Alfa Romeo               |
| 28 iulie      | Nantes Grand Prix         | Nantes                  | "Raph"              | Maserati                 |
| 10 august     | Ulster Trophy             | Ballyclare              | Prințul Bira        | ERA                      |
| 25 august     | Circuit des Trois Villes  | Lille                   | Raymond Sommer      | Maserati                 |
| 25 august     | Circuit des Trois Villes  | Lille                   | Henri Louveau       | Maserati                 |
| 1 septembrie  | Turin Grand Prix          | Valentino Park          | Achille Varzi       | Alfa Romeo               |
| 29 septembrie | Milan Grand Prix          | Parco Sempione          | Carlo Felice Trossi | Alfa Romeo               |
| 6 octombrie   | Coupe du Salon            | Bois de Boulogne        | Raymond Sommer      | Maserati                 |
| 6 octombrie   | Gávea Circuit Race        | Gávea                   | Chico Landi         | Alfa Romeo               |
| 27 octombrie  | Penya Rhin Grand Prix     | Pedralbes               | Giorgio Pelassa     | Maserati                 |
| 15 decembrie  | Circuito da Boa Vista     | Quinta da Boa Vista     | Chico Landi         | Alfa Romeo               |

## Statistici

### Câștigători de Mari Premii

#### Piloți
| Piloți              | Victorii |
| ------------------- | -------- |
| Raymond Sommer      | 5        |
| Jean-Pierre Wimille | 3        |
| Chico Landi         | 2        |
| George Abecassis    | 1        |
| "Raph"              | 1        |
| Prințul Bira        | 1        |
| Leslie Brooke       | 1        |
| Giuseppe Farina     | 1        |
| Henri Louveau       | 1        |
| Tazio Nuvolari      | 1        |
| Giorgio Pelassa     | 1        |
| Carlo Felice Trossi | 1        |
| Achille Varzi       | 1        |
| Luigi Villoresi     | 1        |

##### Constructori
| Constructori | Victorii |
| ------------ | -------- |
| Maserati     | 9        |
| Alfa Romeo   | 8        |
| ERA          | 2        |
| Bugatti      | 1        |